# Batalha de Ponte Ferreira

A Batalha de Ponte Ferreira foi um recontro entre as tropas liberais e miguelistas travado a 23 de Julho de 1832 no lugar de Ponte de Ferreira, na freguesia de Campo, concelho de Valongo no contexto do Cerco do Porto durante a Guerra Civil Portuguesa (1828-1834). O combate desenvolveu-se em torno de uma antiga ponte de granito pela qual o exército liberal pretendia realizar a travessia do rio Ferreira. O exército miguelista era constituído por cerca de 15 000 homens e o liberal por 8 000 homens, perfazendo um total de cerca de 23 000 militares em combate, a batalha foi ganha devido á carga dos Voluntários Realistas de Elvas sobre a ponte, que causou uma retirada desorganizada do exército liberal.

## A acção
Para além de regimentos portugueses da artilharia, infantaria e cavalaria, participaram na acção dois batalhões de mercenários ao serviço de D. Pedro IV de Portugal, um constituído por ingleses e outro por franceses.
A acção inicou-se a 17 de Julho, quando os dois exércitos se defrontaram em pequenos recontros nos montes circundantes ao lugar e nas ruas de Valongo. No dia 22 de Julho o exército liberal recebeu ordens para atacar as forças miguelistas que se encontravam instaladas numa linha de batalha sobre montes situados adiante da povoação da Granja, na freguesia de Gandra, do outro lado do rio Ferreira, já no concelho de Paredes.
As tropas miguelistas estavam posicionadas numa extensa formação que se estendia até "Chão de Terronhas", actual lugar de Terronhas, freguesia de Recarei, concelho de Paredes. O extremo direito da linha chegava à margem esquerda do rio, em Balselhas, e era constituída pela 3.ª brigada com dois esquadrões de cavalaria e uma peça de artilharia. A força era protegida por uma íngreme colina, tendo o seu extremo esquerdo apoiado na Serra do Raio.
Entre os dois exércitos estava o rio Ferreira, o qual apenas podia ser atravessado por uma antiga ponte de granito situada no lugar de Ponte de Ferreira. Na manhã do dia 23 de Julho foi dada ordem para o exército liberal transpor a ponte. Durante mais de 12 horas, liberais e miguelistas bateram-se em torno da Ponte Ferreira, sem uma vantagem clara e definitiva de qualquer das partes, até à carga dos Voluntários Realistas de Elvas, apoiantes do lado miguelista, o impacto da carga foi tanto que causou uma retirada desordenada do exército liberal. A batalha foi uma vitória estratégica do lado de D. Miguel.